# Henry Fontaine
Henricus Josephus (Henry/Hendrik) Fontaine (Antwerpen, 5 april 1857 – aldaar, 23 december 1923) was een Belgisch zanger. Zijn stembereik was bas.
Hij was zoon van boekdrukker Andreas Joannes Baptista Fontaine en strijkster Theresia Deneus.
Hij begon als koorknaap in de Kathedraal van Antwerpen en kreeg er les van Jozef Bessems, de latere medestichter van het Koninklijk Conservatorium Antwerpen. Ondertussen verdiende hij geld als letterzetter. Zijn eerste stappen in de wereld van de muziek deed hij echter op de viool in de Koninklijke Harmonie en bij de Fransche Schouwburg. Hij kreeg zangles aan het Koninklijk Conservatorium Brussel. Zijn debuut maakte hij echter in Parijs, alwaar zij zong tijdens Concerts Pasdeloups en Concerts Lamoureux. Vanaf 1883 gaf hij zangles aan het conservatorium in Antwerpen. In die stad was hij met Edward Keurvels, Alberts Baets en Bernard Tokkie mede-oprichter van de Vlaamse Opera, waarin hij ook zong en van 1893 tot 1898 directeur van was. Van 1909 tot 1921 bekleedde hij die functie opnieuw, maar hielde de Vlaamse Opera tijdens de Eerste Wereldoorlog zo veel mogelijk gesloten. Hij vertrok er na een ruzie met de toonkunstenaarsvakbond. Bij de opening in 1893 liet hij zich horen als Kaspar uit Der Freischütz (De vrijschutter) van Carl Maria von Weber. Vele rollen, ook in opera’s van Richard Wagner, Peter Benoit en Jan Blockx volgden. In aanvulling op die partijen was hij veelvuldig te horen in passies en oratoria (ook van Benoit). In 1905 was hij er dan ook bij toen Benoits De Oorlog werd uitgevoerd in Antwerpen werd uitgevoerd, hij in de rol van Spotgeest, Maria Soetens-Flament als Moeder, Jan Collignon als Mens en Geweld, Laurent Swolfs als Eerste gewonde, Juf Budels als Tweede gewonde en Lodewijk de Backer als Geest der duisternis. Aan het eind van zijn leven was hij vaak ziekelijk en moest optredens afzeggen; hij knapte daarbij af en toe wat op maar zakte toch weer weg. Na zijn dood hingen de vlaggen op het operagebouw halfstok. Hij werd vanuit zijn woning aan de Jan Van Rijswijcklaan overgebracht naar Schoonselhof.
J. Robijns betitelde hem als een van de meest befaamde Vlaamse zangers van de laatste eeuw.
- Gemeinsame Normdatei: 1078161232
- MusicBrainz: 2cbd2bc3-0e94-4463-831b-ffd3291cebdc
- Istituto Centrale per il Catalogo Unico: INTV025277
- Système universitaire de documentation: 236577719
- Virtual International Authority File: 207144782961512353532
- WorldCat: E39PBJrmfckpr3DBQqbQRVVjYP